# Onthophagus tiniocelloides
Onthophagus tiniocelloides är en skalbaggsart som beskrevs av Antoine Boucomont 1925. Onthophagus tiniocelloides ingår i släktet Onthophagus och familjen bladhorningar. Inga underarter finns listade i Catalogue of Life.